# NetworkX
NetworkX est une bibliothèque Python pour l'étude des graphes et des réseaux. NetworkX est un logiciel libre distribué sous la nouvelle licence BSD.

## Fonctionnalités

Un graphe créé avec NetworkX

- Classes pour les graphes simples et les graphes orientés
- Conversion de graphes depuis et vers divers formats.
- Capacité à construire des graphes aléatoires ou à les construire progressivement.
- Capacité à trouver des sous-graphes, cliques, graphe de dégénérescence k.
- Exploration de l'adjacence, du degré, du centre, du rayon, de l'interposition
- Dessin de réseaux en 2D et en 3D.

## Pertinence de l'outil
NetworkX est conçu pour fonctionner sur les grands graphes du monde réel, c'est-à-dire par exemple, des graphes de plus de 10 millions de nœuds et 100 millions d'arêtes. En raison de sa dépendance vis-à-vis de la structure de données en « dictionnaire de dictionnaire » (pur Python), NetworkX est raisonnablement efficace, très évolutif, faisant de lui un outil intéressant dans le cadre de l'analyse des réseaux sociaux.

## Intégration
NetworkX est intégré dans le logiciel de calcul formel SageMath.